# Li Hejun
Li Hejun (chino simplificado 李河君) (nacido en 1967) es un empresario chino, presidente de la compañía Hanergy.

## Biografía
Li Hejun, nacido en 1968, creció en Heyuan, provincia de Guangdong. Es miembro de la etnia hakka, y según la biografía que aparece en la web de Hanergy, Li comenzó su carrera construyendo y comprando pequeñas presas en su región de origen. Más tarde, la compañía construyó la presa de Jinanqiao en la provincia suroccidental de Yunnan, que ayudó a Hanergy a disponer de músculo suficiente para expandirse. Li Hejun vive en Pekín, China y está casado con un niño.

## Finanzas
Según Forbes, Li Hejun tiene una fortuna valorada en $32.700 millones de dólares (2015). En febrero de 2015, el Informe Hurun anunciaba que era el hombre más rico de China, y 28.º más rico en el mundo.
Li Hejun posee el 80.79% del grupo Hanergy.
Li Hejun fue noticia el 24 de mayo de 2015, cuando sus empresas cayeron en Bolsa un 47% de su valor, unas pérdidas con un valor aproximado de 14.000 millones de dólares.